# Torre San Giorgio
Torre San Giorgio är en ort och kommun i provinsen Cuneo i regionen Piemonte i Italien. Kommunen hade 732 invånare (2018).